# Lema do bombeamento para linguagens livre de contexto
O lema do bombeamento para linguagens livres de contexto, também conhecido como o lema Bar-Hillel, é um lema que que sua propriedade é compartilhada por todas as linguagens livres de contexto.
Declaração Formal
Se uma linguagem L é livre de contexto, então existe algum inteiro p ≥ 1 tal que qualquer cadeia s em L com | s | ≥ p (onde p é um "comprimento de bombeamento") pode ser escrita como

## Declaração formal
Se uma linguagem L é livre de contexto, então existe algum inteiro p ≥ 1 tal que qualquer cadeia s em L com | s | ≥ p (onde p é um "comprimento de bombeamento") pode ser escrita como
s = uvxyz
com as subcadeias u, v, x, y e z, de tal modo que
1. |vxy| ≤ p,
2. |vy| ≥ 1, e
3. uv nxy nz pertence a L para todo n ≥ 0.

## Declaração Informal e explicação
O lema do bombeamento para linguagens livres de contexto (chamado apenas "o lema do bombeamento" para o resto deste artigo) descreve uma propriedade que todas as linguagens livres de contexto possuem. Propriedade que todas as cadeias da linguagem que têm comprimento de pelo menos p, onde p é uma constante chamada de bombeamento de comprimento que varia entre as linguagens livres de contexto. E s é uma sequência de tamanho pelo menos p, que está na linguagem.
Os estados de bombeamento de s podem ser dividida em cinco subcadeias, {\displaystyle s=uvxyz} onde vy não pode ser vazia e o comprimento de vxy é no máximo de p, de tal modo que qualquer repetição de v e y produz uma cadeia s que ainda está na linguagem. Este processo de "bombear" cópias adicionais de v e y é o que dá o lema do bombeamento seu nome.
Observe que as linguagens finitas (que são regulares e, portanto, livre de contexto) obedecem ao lema do bombeamento trivialmente por ter p igual ao comprimento máximo da cadeia em L, mais um. Como não existem cadeias desse comprimento o lema do bombeamento não é violado.
O lema do bombeamento é frequentemente usado para provar que uma determinada linguagem não é livre de contexto, mostrando que para cada p, podemos encontrar alguma cadeia s de comprimento pelo menos p na linguagem que não tem as propriedades descritas acima, ou seja, que ele não pode ser "bombeada", sem conseguir produzir alguma cadeia da linguagem.

## Uso do lema
Por exemplo, podemos mostrar que a linguagem  {\displaystyle L=\lbrace a^{i}b^{i}c^{i}|i>0\rbrace } não é livre de contexto usando o lema do bombeamento em uma prova por contradição. Em primeiro lugar, assumimos que L é livre de contexto. Pelo lema de bombagem, existe um número inteiro p que é o comprimento de bombeamento da linguagem. Considere a cadeia {\displaystyle s=a^{p}b^{p}c^{p}} em {\displaystyle L}. O lema do bombeamento nos diz que pode ser escrito na forma {\displaystyle s=uvxyz}, onde {\displaystyle u,v,x,y}, and {\displaystyle z} são subcadeias, de tal forma que {\displaystyle |vxy|\leq p}, {\displaystyle |vy|\geq 1}, e{\displaystyle uv^{i}xy^{i}z} pertence a  {\displaystyle L} para cada inteiro {\displaystyle i\geq 0}. Escolhendo s e o fato de {\displaystyle |vxy|\leq p}, vê-se facilmente que a substring {\displaystyle vxy} não pode conter mais do que duas letras distintas. Ou seja, temos uma das cinco possibilidades para {\displaystyle vxy}:
1. {\displaystyle vxy=a^{j}} para cada {\displaystyle j\leq p}.
2. {\displaystyle vxy=a^{j}b^{k}} para cada {\displaystyle j} e {\displaystyle k} com {\displaystyle j+k\leq p}.
3. {\displaystyle vxy=b^{j}} para cada {\displaystyle j\leq p}.
4. {\displaystyle vxy=b^{j}c^{k}} para cada {\displaystyle j} e {\displaystyle k} com {\displaystyle j+k\leq p}.
5. {\displaystyle vxy=c^{j}} para cada {\displaystyle j\leq p}.

Para cada caso, é facilmente verificado que {\displaystyle uv^{i}xy^{i}z} não contem iguais números para cada letra em cada {\displaystyle i\neq 1}. Então, {\displaystyle uv^{2}xy^{2}z} não tem a forma  {\displaystyle a^{i}b^{i}c^{i}}. Isso contradiz a definição de  {\displaystyle L}. Portanto, o que assumimos no início para {\displaystyle L}, sendo livre de contexto é falso.
Enquanto o lema do bombeamento é muitas vezes uma ferramenta útil para provar que uma determinada linguagem não é livre de contexto, não dos da uma caracterização completa das linguagens livres de contexto. Se uma linguagem não satisfaz a condição dada pelo lema do bombeamento, sabemos que ela não é livre de contexto. Por outro lado, existem linguagens que não são livres de contexto, mas ainda satisfazem a condição dada pelo lema do bombeamento.  Existem técnicas de prova mais poderosos disponíveis, tais como lema de Ogden, mas também não dão uma caracterização completa das linguagens livres de contexto.